# Paeonia saundersii
Paeonia saundersii là một loài thực vật có hoa trong họ Paeoniaceae. Loài này được Stebbins miêu tả khoa học đầu tiên năm 1939.